# ناعم الذيل
ناعم الذيل (الاسم العلمي: Thripophaga)، جنس طيور من فصيلة الفرنارية. موائله الأراضي الجَنبيّة والحَرَجيّة، وأحيانا بالقرب من المياه، في أمريكا الجنوبية.